# 查理·芒格
查爾斯·托馬斯·蒙格（英語：Charles Thomas Munger，1924年1月1日—2023年11月28日）是美國企業家、億萬富豪，曾任波克夏·海瑟威投資控股公司的首席副董事長。

## 早年生活和教育
1924年1月1日，蒙格出生于美国内布拉斯加州的奥马哈，母親是弗洛倫斯·“圖迪”（拉塞爾），父親是律師阿爾弗雷德·凱斯·芒格。與巴菲特一樣，芒格是奧馬哈土生土長的市民。十幾歲的時候，他在巴菲特父子公司工作打工，這是一家由沃伦·巴菲特的祖父歐內斯特·P·巴菲特擁有的雜貨店。 他的祖父托馬斯·查爾斯·芒格是一名内布拉斯加州的州眾議員，後來由总统西奧多·羅斯福任命為美国联邦地区法院法官。
他就讀於密西根大學，學習數學。 在大學期間，他加入了 Sigma Phi Society 兄弟會。1943 年初，也就是他 19 歲生日幾天后，他從大學退學，在美國陸軍航空兵團服役，並成為少尉。
在結束密西根大學的學業，以及服完陸軍兵役之後，芒格以不具大學文憑之身分，1948年以优异的成绩毕业于哈佛大学法学院，直接进入加州法院当了一名律师，并开始投资于证券以及联合朋友和客户进行商业活动，其中一些案例已被编入商学院的研究生课程。

## 投資生涯
芒格隨家人搬到了加州，並在那裡加入了 Wright & Garrett 律師事務所（後來的 Musick, Peeler & Garrett 律師事務所）。在1962年，他創立了芒格、托爾與歐森有限公司（Munger, Tolles & Olson LLP），擔任房地產律師一職。隨後，他放棄了法律的專職，專心致力於管理投資事業。
芒格同時也是波克夏·海瑟威之子公司，魏斯可金融公司（Wesco Financial Corporation）的董事長，波克夏擁有該公司80.1%的股權。魏斯可金融公司早期提供儲貸服務，但現在掌管精密鋼鐵公司（Precision Steel Corp.）、科特家具租賃公司（CORT Furniture Leasing）、堪薩斯金融擔保（Kansas Bankers Surety Company），以及其他合資企業。魏斯可金融擁有超過10億美金的股票持股，持有股票包括：可口可樂、美國運通、富國銀行，以及寶鹼公司。單一持股可以提升總體投資組合50%的價值。芒格相信，集中持有瞭若指掌的企業股權，長期將帶來優異的報酬。魏斯可總部位於加州的帕薩迪納（芒格把此地視為第二個家），魏斯可每年也在這裡舉行年度股東會。芒格所舉辦的股東會，在投資圈具有傳奇性，這點與巴菲特在奧瑪哈所舉辦的股東會一樣。一般的股東會都是敷衍了事，但芒格卻會在股東會時，花相當長的時間，與股東交換意見，並且有時還會臆測，如果他的英雄富蘭克林遇到這樣的狀況，會如何處理呢？
巴菲特常公開指出，自己把芒格視為夥伴。的確，芒格擁有使其成為億萬富翁的波克夏股票。然而，芒格也卻非巴菲特的複製品：芒格是眾所皆知的共和黨員；巴菲特則支持民主黨。巴菲特幾乎把所有的時間，全都獻給了事業；芒格卻多年來不參與波克夏日常營運，對那些把投資視為唯一的收入來源的人來說，芒格是個通才。巴菲特與芒格，兩人皆認為可以互補彼此差異，並且甚至在羅訴韋德案（Roe v. Wade）之前，兩人就是熱切的墮胎權支持者。
1978年，担任波克夏·哈萨威公司的董事会副主席。同年，因为白内障手术并发症导致左眼完全失明。
1991年，投資銀行所羅門兄弟（Salomon Brothers）被美國財政部捕獲，涉嫌操弄1990年12月及1991年5月對該公司有利之債券價格。而當時，波克夏擁有所羅門兄弟14%股權，芒格也擔任該公司董事。
芒格捐獻了價值4350萬美元之波克夏A股給史丹佛大學興建史丹佛法學院建築。他先前也在洛馬·普雷塔地震（the Loma Prieta Earthquake）之後，捐獻幫助修復葛林圖書館（the Green Library）。為此，他還在重建後的葛林圖書館之賓分院（Bing Wing）前，接受表揚勳章。雖然芒格從未就讀史丹佛，但其第一任妻子南西芒格曾是史丹佛的校友與董事。他們的女兒，溫蒂芒格（Wendy Munger，1972）是現任史丹佛董事。2007年，芒格捐獻母校密西根大學法學院，提供該校翻新校區之基金。
2023年11月28日，於位於美國加利福尼亞的醫院中逝世，享耆壽99歲。

## 商業哲學

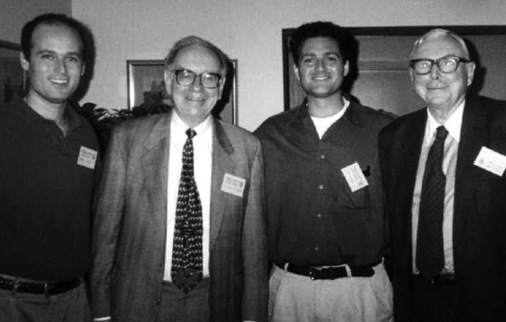
1998年3月，芒格（最右）和沃伦·巴菲特（左二）。

在多次的演講和在2005年《穷查理宝典》中，芒格在談及商業及金融時，介紹了「基礎的處世智慧」的概念。芒格的處世智慧包括了一系列的思維模型，每個模型之間相互聯繫，彷如懸掛在格柵的每個交點上，用以解決關鍵的商業問題。芒格曾言，大約八十至九十個這樣的模型就足以解決90%的問題，讓你成為一個夠智慧的人。

## 著作
- Kaufman, Peter (2005). Poor Charlie's Almanack: The Wit and Wisdom of Charles T. Munger
  - 《穷查理宝典》 (Poor Charlie's Almanack, 2005), 2006年為第二版，2008年為第三版
  - 《窮查理的普通常識（增修版）：巴菲特50年智慧合夥人查理．蒙格的人生哲學》
- On Success(2009)
- Bevelin, Peter (2007). Seeking Wisdom: From Darwin to Munger （页面存档备份，存于） (ISBN 1-57864-428-3)
- Griffin, Tren (2015). Charlie Munger: The Complete Investor. (ISBN 023117098X)
- Labitan, Bud (2008). The Four Filters Invention of Warren Buffett and Charlie Munger, Acalmix (ISBN 978-0-615-24129-6)
- Lemann, Nicholas. . Farrar, Straus and Giroux. 2000. ISBN 0-374-52751-2.
- Lowe, Janet (2000). 《巴菲特幕后智囊：查理·芒格传》Damn Right! Behind the Scenes with Berkshire Hathaway Billionaire Charlie Munger, John Wiley & Sons (ISBN 0-471-24473-2)